# Paul Gouyon
Paul Gouyon, (ur. 24 października 1910 w Bordeaux, zm. 26 września 2000 w Bordeaux), francuski duchowny katolicki, kardynał, arcybiskup Rennes.

## Życiorys
Studiował literaturę, prawo i nauki ścisłe na uniwersytecie w rodzinnym mieście, przygotowywał się do kapłaństwa najpierw w seminarium diecezjalnym w latach 1932–1934, a z kolei w Paryżu, gdzie studiował teologię. Święcenia kapłańskie otrzymał 13 marca 1937 roku, po czym przeniósł się do Rzymu, aby kontynuować studia w dziedzinie teologii i prawa kanonicznego na Uniwersytecie Gregoriańskim. Po powrocie do Bordeaux był duszpasterzem młodzieży licealnej, pełnił też różne funkcje w diecezji, był wikariuszem generalnym. Mianowany 6 sierpnia 1957 roku ordynariuszem Bajonny, sakrę biskupią przyjął 7 października 1957 roku. 6 września 1963 roku został koadiutorem arcybiskupa Rennes z prawem następstwa, otrzymując zarazem arcybiskupstwo tytularne Pessinonte. Rządy pasterskie w archidiecezji Rennes objął 4 września 1964 roku. Uczestniczył aktywnie w pracach Soboru Watykańskiego II, pełnił też różne funkcje w łonie francuskiej Konferencji Episkopatu. Paweł VI mianował do kardynałem na konsystorzu 28 kwietnia 1969 roku. 15 października 1985 roku zrezygnował z rządów archidiecezją Rennes. 